# Niccolò Albergati
Pour les articles homonymes, voir Albergati.
Ne doit pas être confondu avec Niccolò Albergati-Ludovisi.
Niccolò Albergati, souvent francisé en Nicolas Albergati, (né en 1375 à Bologne, en Émilie-Romagne, dans les États pontificaux, et mort à Sienne le 9 mai 1443) est un cardinal italien du XVe siècle, béatifié en 1744 par le pape Benoît XIV. Il est membre de l'ordre des Chartreux.

## Biographie
Le jeune seigneur de Bologne, Niccolò Albergati, visita en 1395 la chartreuse de la ville et fut obligé contre son gré d'y rester la nuit à cause d'un violent orage. Entendant la cloche qui annonçait Matines, il se rendit à l'église par curiosité et fut à ce point attiré par le chant humble et recueilli des moines dans le silence de la nuit, qu'il ressentit bientôt un ardent désir de recevoir leur habit et de mener parmi eux la vie solitaire pour la louange de Dieu.
Le jeune Niccolò Albergati étudie à l'université de Bologne. Il est prieur de la Chartreuse Saint-Jérôme de Bologne et co-visiteur et visiteur des chartreux d'Italie. En 1417 il est nommé évêque de Bologne, où il a comme secrétaires les futurs papes Nicolas V et Pie II. En 1422 il est nommé nonce apostolique près des rois d'Angleterre et de France, pour réconcilier ces rois.
Le pape Clément XII le crée cardinal lors du consistoire du 24 mai 1426. Le cardinal Albergati est nommé légat a latere dans une mission de paix en Italie pour chercher un accord entre Venise et Milan et la Ligue (Florence, Savoie, Mantoue et Ferrare) . À cause d'un conflit entre la ville de Bologne et le pape, Albergati doit quitter Bologne et la ville choisit un autre évêque, l'abbé Bartolomeo Zambeccari. Albergati est camerlingue de la Sainte Église en 1431-1432. Il est nommé légat apostolique à Florence, Venise et  Milan en 1431 et préside le concile de Ferrare en 1438. À partir de 1438 il est aussi grand pénitencier et à partir de 1440 archiprêtre de la basilique Saint-Libère.
- Et comme Dieu consolait son Église par de saints évêques, le Chartreux se trouva être un diplomate auquel les Papes confièrent les négociations les plus difficiles. C'est en cette qualité qu'il contribua plus que tout autre à vérifier la prophétie que Jeanne d'Arc faisait à ses tortionnaires dans les termes suivants : « Vous verrez que les Français gagneront bientôt une grande besogne que Dieu enverra aux Français ; presque tout le royaume de France en branlera ». (Elle annonçait ainsi la paix d'Arras, par laquelle les Anglais perdaient leur principal appui en France, le duc de Bourgogne, qui retournait au parti national, avec les alliés qui le suivaient). Les historiens ne disent pas assez que cet immense service rendu à la France fut avant tout l'œuvre du légat du Pape, honoré depuis du titre de Bienheureux, Nicolas Albergati. C'est lui qui, lorsque les Anglais eurent rompu les négociations et se furent retirés, triompha des scrupules du Bourguignon, alléguant les serments par lesquels il s'était engagé à ne traiter que d'accord avec ses alliés, le délia de ses serments, et finit par amener la réconciliation des princes de la maison de France. (Exaltare.films)

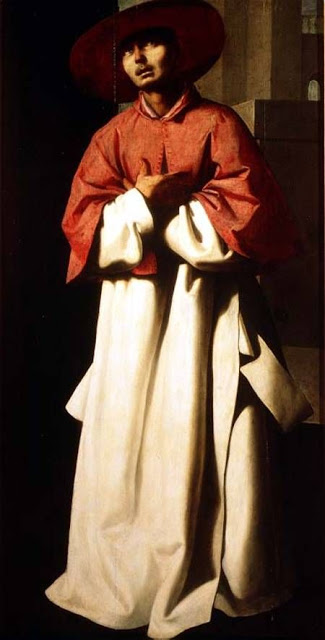
Le Bienheureux Nicolás Albergati, en habit blanc de moine chartreux et mozette rouge de cardinal (par Francisco de Zurbarán).

Le cardinal Albergati participe au conclave de 1431, au cours duquel Eugène IV est élu pape. Benoît XIV proclame solennellement sa béatification le 6 octobre 1744.
Inscription au Martyrologe romain : 
« Entré jeune dans l’Ordre des Chartreux, puis ordonné évêque, il rendit les plus grands services à l’Église par son zèle pastoral et ses légations apostoliques. » (Martyrologe romain - Saints et bienheureux fêtés le 10 mai.)

### Sources
1. ↑  Un Chartreux, La Grande Chartreuse, Bresson (Isère), Lettre de France, 2007, 317 p., p. 66

- Fiche du cardinal sur le site fiu.edu